# Castell de la Manresana
|  | No s'ha de confondre amb Torre de la Manresana. |

El castell de la Manresana és un edifici del poble homònim (Segarra), declarat bé cultural d'interès nacional. Es troba al cim del turó al vessant del qual s'assenta el poble, que actualment pertany al municipi de Sant Ramon. El topònim de la Manresana podria fer creure en la pertinença d'aquest castell al comtat de Manresa però sembla indubtable que formà part de la xarxa castellera del comtat de Berga.

## Història

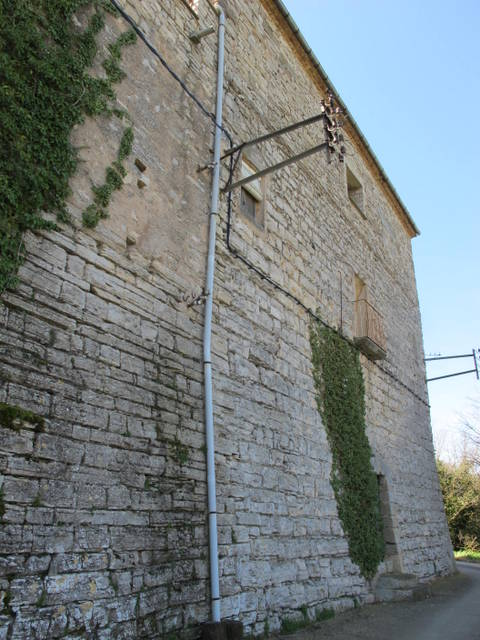
Castell de la Manresana (abril 2013)

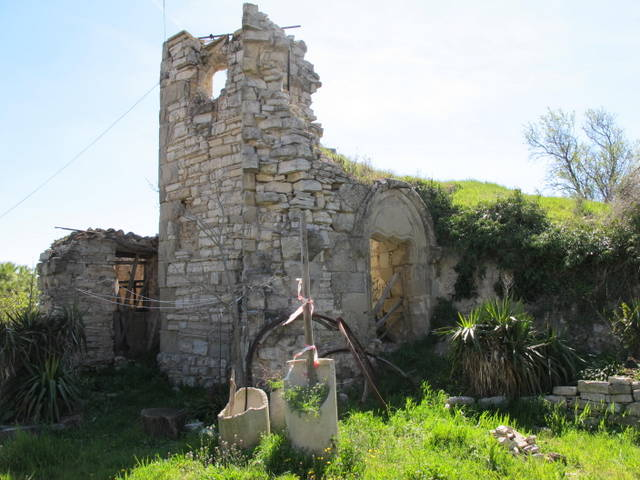
Castell de la Manresana (abril 2013)

Les primeres referències conegudes del castell es troben en dues convinences establertes l'any 1066 entre Eribau de Llobera, fill d'Amaltrud (germana del bisbe i vescomte Eribau d'Urgell), i el castlà Ramon, fill d'Oruça. Els Llobera, senyors del veí castell de Portell, senyorejaven també el terme, en un primer moment sota l'alt domini dels comtes de Cerdanya. Aquest alt domini es documenta entre l'any 1072 i el 1095, en que el vescomte Guerau II Ponç de Cabrera prestà jurament de fidelitat al comte Guillem I de Cerdanya pel castell de la Manresana, que devia tenir infeudat juntament amb altres castells. Es coneixen alguns dels castlans del terme durant el segle xii, com Guerau de Manresana, que el 1183 signà el testament de Berenguer d'Alta-riba. Ben probablement aquest territori fou ocupat abans pel comte de Barcelona Ramon Berenguer I el Vell que el degué cedir al de Cerdanya.
Durant aquest període de conquesta de terres lleidatanes als musulmans, es construïren diverses torres manresanes com és el cas de les de Linyola (davant Balaguer), Juneda, Vallferosa i la Manresana (Prats de Rei) entre d'altres. Aquest castell de la Manresana no esdevingué solament una torre si no que prengué estructura castellera.
Entre finals del segle xii i principis del XIII probablement el monestir de Poblet degué tenir algun tipus de senyoriu sobre aquest castell segons referències documentals. Amb tot, la plena jurisdicció del castell pertanyia als comtes-reis.
El castell passà dels Llobera als Ribelles abans de mitjan segle xiii i, finalment, el 1247, els Messina el compraren a Arnau i Bernat de Ribelles. En el fogatjament del 1365-1370 figura l'assentament de la Manresana dins la vegueria de Cervera i en possessió del noble Bertran (o Bernat) de Meçina (també Messino i Messina). El 1379, Elionor de Messina es casà amb Hug de Copons senyor del Llor. Durant la guerra de la Generalitat contra Joan II regia la senyoria de la Manresana Hug de Copons i Calders qui casà (1462) amb Beneta de Gualbes i de Casanova i prengué partit contrari al monarca; aquest acabà confiscant-li els béns incloent castell, poble i terme de la Manresana i en la capitulació de Barcelona de l'octubre de 1472 consta el lliurament del "castell i lloc de la Manresana" a Joan de Cardona (conegut també com el Bastard de Cardona), fet ratificat per Ferran II el Catòlic el 1479.
Les següents evidències documentals les trobem en el segle xvi com a possessió dels Copons
(Carles de Copons senyor de la Manresana), i l'any 1767el rei Carles III d'Espanya concedí el títol de marquès de la Manresana a Ramon Ignasi de Copons i d'Ivorra, baró de Sant Vicenç dels Horts i senyor de la Manresana, el qual també era vescomte de Mont-ros. L'any 1867 Ramon de Sarriera de Copons i de Pinós era el cinquè marquès de la Manresana i successor de la casa de Copons, constant documentalment que el senyoriu d'aquest terme no era reversible a la corona i era de clara propietat particular.
Els Copons senyorejaren el castell fins a l'abolició de les senyories jurisdiccionals, a començament del segle xix.

## Arquitectura
Les restes del castell estan força modificades per afegitons realitzats el segle xviii si bé la construcció és bàsicament de l'època i estil del gòtic tardà. És una edificació de planta rectangular on hi destaca, a la banda nord, una torre de planta octogonal. Està realitzada amb carreus regulars de mitjanes dimensions a la part inferior de la façana sud i paredat a la resta dels murs, coberta a dues aigües i estructurada amb planta baixa, dues plantes superiors i golfes.
Les restes que poden pertànyer al moment més antic de la fortalesa, no abans del segle xiii, es troben a la part inferior: Una sèrie d'arcs apuntats fets amb dovelles ben caironades, dos els trobem al mur oest i un altre més gran al mur septentrional. Aquests arcs formen part del gruix del mur i corresponien a les cambres que hi devia haver a la planta baixa de l'edifici.
Unes restes de volta de guix i rajola feta al segle xviii i parets de maçoneria arrebossada cobreixen i dificulten l'observació de l'estructura original. No es descarta trobar, en el futur, estructures corresponents al moment del seu origen, al segle xi.